# Vater sein dagegen sehr
Pour plus de détails, voir Fiche technique et Distribution.
Vater sein dagegen sehr (titre français : Le Petit Homme de la tour) est un film allemand réalisé par Kurt Meisel sorti en 1957.
Il s'agit d'une adaptation du roman de Horst Biernath.

## Synopsis
L'écrivain Lutz Ventura apprend que sa sœur est morte. Elle laisse deux enfants qu'il voit brièvement après l'enterrement, car Mme Roeckel, la sœur du père des enfants qui est mort cinq ans auparavant, part en vacances avec son mari.
Lutz et les enfants sympathisent. Les enfants ne veulent pas quitter leur oncle, mais son appartement dans une tour d'habitation est petit, il a peu d'argent et voudrait se marier.
Les enfants doivent retourner chez la famille Roeckel, ils fuguent. L'oncle au cœur tendre les accueillent, mais Margot, sa fiancée, n'avait pas prévu de s'occuper d'enfants et abandonne le mariage.
L'auteur est en conflit avec les autorités, comme les enfants non issus d'un mariage ne doivent pas vivre avec lui. La situation dégénère quand le neveu et la nièce sont retirés de force un soir. Il se rend auprès d'un curé et explique son idée de demander asile à l'église afin de sensibiliser le grand public de son problème. Le curé refuse, Lutz se tourne vers Margot. Elle explique au prêtre qu'il a l'occasion de changer les esprits et marie le couple le jour même.

## Fiche technique
- Titre : Vater sein dagegen sehr
- Réalisation : Kurt Meisel assisté de Wolfgang Wehrum
- Scénario : Gustav Kampendonk, Hans Jacoby
- Musique : Michael Jary
- Direction artistique : Hans Kuhnert, Wilhelm Vorwerg
- Costumes : Walter Salemann
- Photographie : Kurt Hasse
- Son : Heinz Garbowski
- Montage : Wolfgang Wehrum (de)
- Production : Kurt Ulrich
- Sociétés de production : Berolina-Film
- Société de distribution : Deutsche Film Hansa
- Pays d'origine :  Allemagne de l'Ouest
- Langue : allemand
- Format : Couleur - 1,33:1 - Mono - 35 mm
- Genre : Comédie
- Durée : 95 minutes
- Dates de sortie :
  - Allemagne de l'Ouest : 12 septembre 1957.
  - Danemark : 17 février 1958.
  - France : 22 mai 1958 [1].

## Distribution
- Heinz Rühmann : Lutz Ventura
- Maren-Inken Bielenberg (de) : Traudl
- Rolf Pinegger : Rudi
- Marianne Koch : Margot Sonnemann
- Paul Esser : Friedrich Roeckel
- Edith Schollwer (de) : Ottilie Roeckel
- Hans Leibelt : Le père Miesbach
- Agnes Windeck : Le travailleur social
- Luigi Malipiero : Le facteur
- Franz-Otto Krüger : Le greffier
- Kurt Meisel : Schneider
- Hans Waldemar Anders : Le directeur de l'école

## Source de la traduction
- (de) Cet article est partiellement ou en totalité issu de l’article de Wikipédia en allemand intitulé « Vater sein dagegen sehr » (voir la liste des auteurs).